# Софія Августа Гольштейн-Готторпська
Софія Августа Шлезвіг-Гольштейн-Готторпська (нім. Sophie Augusta von Schleswig-Holstein-Gottorf), (5 грудня 1630—12 грудня 1680) — принцеса Шлезвіг-Гольштейн-Готторпська, дочка герцога Фрідріха III та Марії Єлизавети Саксонської, дружина князя Ангальт-Цербстського Йоганна VI.

## Життєпис
Софія Августа народилась 5 грудня 1630 року у Готторпі. Вона була первістком в родині герцога Гольштейн-Готторпського Фрідріха III та його дружини Марії Єлизавети Саксонської. Згодом у дівчинки з'явилось п'ятнадцятеро молодших братів та сестер.
У 18 років принцесу було пошлюблено із 28-річним князем Ангальт-Цербстським Йоганном VI. Весілля проводилось у Готторпі 16 вересня 1649 року. У подружжя народилося тринадцятеро живих дітей.
Йоганн VI помер у Цербсті 4 липня 1667 року. Князівський престол успадкував старший з синів, що вижив, 14-річний Карл Вільгельм. Софія Августа брала участь у регентстві.

## Родина
Чоловік — Йоганн VI, князь Ангальт-Цербстський
Діти:
- Йоганн Фрідріх (1650–1651) — помер немовлям;
- Георг Рудольф (1651–1652) — помер немовлям;
- Карл Вільгельм (1652–1718) — наступний князь Ангальт-Цербстський, був одружений із Софією Саксен-Вайссенфельською, мав двох синів та дочку;
- Антон Гюнтер (1653–1714) — перший і єдиний князь Ангальт-Мюлінґенський, вступив у морганатичний шлюб із фрейліною матері, Августою Антуанеттою Маршалл фон Біберштайн, мав єдину дочку;
- Йоганн Адольф (1654–1726) — військовик та складач церковних гімнів, кавалер ордену Святого Губерта, помер неодруженим, не залишивши нащадків;
- Йоганн Людвіг (1656–1704) — князь Ангальт-Дорнбурзький, був пошлюблений із Крістіною Елеонорою фон Цоч, мав п'ятьох синів і двох дочок;
- Йоакім Ернст (1657–1658) — помер немовлям;
- Магдалена Софія (1658–1659) — померла немовлям;
- Фрідріх (11 липня—24 листопада 1660) — помер немовлям;
- Ядвіґа Марія (30 січня—30 червня 1662) — померла немовлям;
- Софія Августа (1663–1694) — була одружена із герцогом Саксен-Веймарським Йоганном Ернстом III, мала п'ятеро дітей;
- Альбрехт (12—21 лютого 1665) — помер немовлям;
- Август (1666–1667) — помер немовлям.